# Лига дружбы народов
Лига дружбы народов (нем. Liga für Völkerfreundschaft) — общественная межэтническая организация в ГДР, объединявшая общества и комитеты дружбы с другими народами. Лига дружбы народов способствовала в установлении и поддержании межгосударственных отношений Германской Демократической Республики с другими странами.
Самыми первыми обществами дружбы в Советской зоне оккупации Германии стали Общество германо-советской дружбы, основанное в июне 1947 года, и Общество Гельмута фон Герлаха по развитию культурных, экономических и политических связей с новой Польшей, основанное в августе 1948 года.
7 июня 1952 года все общества дружбы в ГДР были объединены в единую организацию «Общество культурной связи с заграницей». 15 декабря 1961 года Общество было преобразовано в Лигу дружбы народов. На 1987 год Лига дружбы народов насчитывала в своём составе 47 организаций.

## Председатели и генеральные секретари
Председатели
- Филипп Дауб (1961—1964)
- Пауль Вандель (1964—1976)
- Геральд Гёттинг (1976—1989)
- Хорст Грунерт (1990)
- Гельмут Юнг (1990—1992)

Генеральные секретари
- Герберт Шёнфельд (1961—1975)
- Хорст Браш (1975—1987)
- Эгон Винкельман (1987—1990)